# Бебитов, Азиз
Азиз Бебитов (туркм. Aziz Bebitow; род. 15 декабря 1993, Ашхабад, Туркменистан) — туркменский боксёр.

## Биография
Азиз Бебитов начинал заниматься боксом в Туркменабаде. Студент Институт спорта и туризма Туркменистана. Свободно владеет туркменским и русским языками. Выступает за клуб «Восток» Ашхабад. Тренеры — Шохрат Курбанов и Сабир Ксейханов.
В декабре 2011 году в Дашогузе состоялся финал национального турнира на Кубок Туркменистана по боксу среди мужчин. Азиз Бебитов завоевал золотую медаль в весе до 81 кг и вошёл в состав сборной Туркменистана по боксу 2013.
В декабре 2012 года в ашхабадском спорткомплексе «Галкыныш» состоялся финал национального турнира на Кубок Туркменистана по боксу среди мужчин. В состязаниях приняли участие более 100 лучших спортсменов из всех регионов и Ашхабада. Столичные боксеры на правах хозяев турнира были представлены двумя командами. Эти состязания стали итоговыми, по результатам которых сформирована национальная сборная-2013. В 2013 году завоевал золотую медаль в весе до 64 кг и вошёл в сборную Туркменистана по боксу.
Участник Летней Универсиады 2013 года в Казани (64 кг). Участник чемпионата мира 2013 года в Алматы (64 кг). Участник международного турнира «Большой Шелковый путь» (64 кг).
В 2014 году на Азиатских играх завоевал бронзовую медаль.

## Бои
| Дата              | Турнир                                       | Место проведения          | Весовая категория                                  | Соперник               | Результат | Дополнительно                                        |
| ----------------- | -------------------------------------------- | ------------------------- | -------------------------------------------------- | ---------------------- | --------- | ---------------------------------------------------- |
| 8 марта 2013      | Международный турнир «Большой Шелковый путь» | Баку, Азербайджан         | 64 кг (первый полусредний вес, light welterweight) | Лоренцо Сатамайор      | 0 — 3     | 1/16 финала. Выбыл из турнира.                       |
| 13 — 26 окт. 2013 | Чемпионат мира 2013                          | Алматы, Казахстан         | 64 кг (первый полусредний вес, light welterweight) | Мункх-Эрдене Уранчимег | 0 — 3     | 1/16 финала. Выбыл из турнира.                       |
| 13 — 26 окт. 2013 | Чемпионат мира 2013                          | Алматы, Казахстан         | 64 кг (первый полусредний вес, light welterweight) | Туолеута Сайрике       | 0 — 3     | 1/32 финала. Прошёл в 1/16.                          |
| 8 июля 2013       | Летняя Универсиада 2013                      | Казань, Татарстан, Россия | 64 кг (первый полусредний вес, light welterweight) | Кираджян, Артур        | 0 — 3     | 1/4 финала. Выбыл из турнира.                        |
| 6 июля 2013 ?     | Летняя Универсиада 2013                      | Казань, Татарстан, Россия | 64 кг (первый полусредний вес, light welterweight) | Фаррух Каримов         | 0 — 3     | 1/16 финала. Прошёл в 1/4.                           |
| Декабрь 2012      | Чемпионат Туркменистана — 2012               | Ашхабад, Туркменистан     | 64 кг (первый полусредний вес, light welterweight) | ?                      | 3 — 0     | 1 место. Вошёл в национальную сборную Туркменистана. |
| Декабрь 2011      | Чемпионат Туркменистана — 2011               | Дашогуз, Туркменистан     | 64 кг (первый полусредний вес, light welterweight) | ?                      | 3 — 0     | ? место.                                             |